# Paradrina persimilis
Paradrina persimilis là một loài bướm đêm trong họ Noctuidae.